# Göran Hermansson
Göran Hermansson, född 11 juli 1974 i Spånga, Stockholms län, död 4 februari 2024, var en svensk ishockeyspelare och ishockeytränare. 
Hermansson hade ett förflutet i Elitserien där han bland annat representerade Brynäs IF (SM-guld 1999), Djurgårdens IF, Leksands IF och IF Björklöven samt i GET-ligaen där han spelade i Stjernen och Sparta Warriors. Efter säsongen 2013/2014 avslutade Hermansson sin spelarkarriär och blev då tränare. Säsongen 2014/2015 tränade han Stjernen Hockey i Norge.